# Mitzoruga insularis
Espèce
Mitzoruga insularis est une espèce d'araignées aranéomorphes de la famille des Miturgidae.

## Distribution
Cette espèce est endémique d'Australie. Elle se rencontre au Victoria, en Nouvelle-Galles du Sud, en Australie-Méridionale et dans le Sud de l'Australie-Occidentale.

## Description
La carapace de mâle holotype mesure 2,06 mm sur 1,59 mm et son abdomen 2,50 mm sur 1,25 mm. La carapace de la femelle paratype mesure 2,47 mm sur 1,88 mm et son abdomen 3,19 mm sur 2,03 mm.

## Publication originale
- Raven, 2009 : Revisions of Australian ground-hunting spiders: IV. The spider subfamily Diaprograptinae subfam. nov. (Araneomorphae: Miturgidae). Zootaxa, no 2035, p. 1-40.